# Lorenzo Colombo
Lorenzo Colombo (Vimercate, Lombardía, 8 de marzo de 2002) es un futbolista italiano que juega en la posición de delantero para el Genoa C. F. C. de la Serie A de Italia.

## Biografía
Empezó a formarse como futbolista en la academia del A. C. Milan. Finalmente el 12 de junio de 2020 debutó con el primer equipo en las semifinales de la Copa Italia contra la Juventus de Turín, partido en el que sustituyó a Lucas Paquetá en el minuto 82 y que finalizó con un resultado de empate a cero. El 18 de julio de 2020 debutó en la Serie A contra el Bologna F. C. 1909 tras sustituir a Ante Rebić.
Tras haber gozado de más oportunidades en el inicio de la temporada 2020-21, en enero de 2021 fue cedido a la U. S. Cremonese. En julio del mismo año fue la S. P. A. L. quien logró su cesión. Las temporadas siguientes acumuló nuevos préstamos, siendo sus destinos la U. S. Lecce, la A. C. Monza, el Empoli F. C. y el Genoa C. F. C.

## Estadísticas

### Clubes
Actualizado al último partido disputado el 25 de mayo de 2025.
| Club                     | Div.          | Temporada     | Liga  | Liga  | Copas nacionales | Copas nacionales | Copas internacionales | Copas internacionales | Total | Total |
| Club                     | Div.          | Temporada     | Part. | Goles | Part.            | Goles            | Part.                 | Goles                 | Part. | Goles |
| ------------------------ | ------------- | ------------- | ----- | ----- | ---------------- | ---------------- | --------------------- | --------------------- | ----- | ----- |
| A. C. Milan · Italia     | 1.ª           | 2019-20       | 1     | 0     | 1                | 0                | —                     | —                     | 2     | 0     |
| A. C. Milan · Italia     | 1.ª           | 2020-21       | 4     | 0     | 0                | 0                | 5                     | 1                     | 9     | 1     |
| A. C. Milan · Italia     | Total club    | Total club    | 5     | 0     | 1                | 0                | 5                     | 1                     | 11    | 1     |
| U. S. Cremonese · Italia | 2.ª           | 2020-21       | 13    | 1     | —                | —                | —                     | —                     | 13    | 1     |
| U. S. Cremonese · Italia | Total club    | Total club    | 13    | 1     | 0                | 0                | 0                     | 0                     | 13    | 1     |
| S. P. A. L. · Italia     | 2.ª           | 2021-22       | 34    | 6     | 1                | 0                | —                     | —                     | 35    | 6     |
| S. P. A. L. · Italia     | Total club    | Total club    | 34    | 6     | 1                | 0                | 0                     | 0                     | 35    | 6     |
| U. S. Lecce · Italia     | 1.ª           | 2022-23       | 33    | 5     | 1                | 1                | —                     | —                     | 34    | 6     |
| U. S. Lecce · Italia     | Total club    | Total club    | 33    | 5     | 1                | 1                | 0                     | 0                     | 34    | 6     |
| A. C. Monza · Italia     | 1.ª           | 2023-24       | 25    | 4     | 0                | 0                | —                     | —                     | 25    | 4     |
| A. C. Monza · Italia     | Total club    | Total club    | 25    | 4     | 0                | 0                | 0                     | 0                     | 25    | 4     |
| Empoli F. C. · Italia    | 1.ª           | 2024-25       | 37    | 6     | 6                | 1                | —                     | —                     | 43    | 7     |
| Empoli F. C. · Italia    | Total club    | Total club    | 37    | 6     | 6                | 1                | 0                     | 0                     | 43    | 7     |
| Total carrera            | Total carrera | Total carrera | 147   | 22    | 9                | 2                | 5                     | 1                     | 161   | 25    |